# Laurent-François Déprimoz
Laurent-François Déprimoz (Chindrieux, Savoia, 13 de juny de 1884 – Butare, 5 d'abril de 1962) va ser un religiós francès, bisbe de Kabgayi de 1945 a 1955.
Era cosí de Joanny Thévenoud, Vicari Apostòlic de Ouagadougou. Va anar a l'escola secundària de Rumilly, i amb 17 anys va entrar al seminari dels Pares Blancs a Binson. Va prendre els hàbits a Maison-Carrée el 4 d'octubre de 1903 i continuà els estudis a Carthage, interromputs pel servei militar, fins que fou ordenat sacerdot el 28 de juny de 1908.
Déprimoz va ser assignat per primera vegada a la missió d'Unyaneyembe a la Regió de Tabora, a l'actual Tanzània, però no va poder suportar el clima. El 1909 va ser transferit a la missió de Buhonga, prop del llac Tanganyika, a les muntanyes més sanes de Burundi.
El 12 de desembre de 1912, les missions de Burundi van ser separades del Vicariat Apostòlic d'Unyanyembe i es van unir amb les de Ruanda per formar el nou Vicariat Apostòlic de Kivu, amb John Joseph Hirth com a primer Vicari Apostòlic.
Déprimoz va trobar Léon-Paul Classe en 1913 quan Classe visitava el sud de Kivo com a delegat del vicari. L'octubre de 1915 Déprimoz esdevé mestre al seminari menor de Kabgayi a Ruanda. El 26 de novembre de 1919 va ser nomenat Superior del Seminari Menor.

## Carrera posterior
Déprimoz va abandonar el país per tornar a Europa el 13 de setembre de 1921. Va tornar a Ruanda el 7 de setembre de 1922 amb Léon-Paul Classe, que havia estat nomenat primer Vicari Apostòlic de Ruanda. Va ser nomenat superior del seminari menor i pare espiritual del seminari major.
El 1927 és nomenat inspector d'escoles a Ruanda. L'1 d'octubre de 1930 va ser alliberat del seminari menor i va ser nomenat Vicari Delegat del bisbe Classe.
El 8 de setembre de 1932 va ser nomenat Superior del seminari major "intervicarial" de Kabgayi.
El 9 de juliol de 1936, aquest seminari va ser transferit oficialment al Nyakibanda, i Déprimoz va ser confirmat en el càrrec de rector. Va ser nomenat Coadjutor del Vicari Apostòlic el gener de 1943.

## Bisbe
Déprimoz va ser nomenat Bisbe Titular de Mathara en Proconsulari i Coadjutor Vicari Apostòlic de Ruanda el 12 de gener de 1943. El 19 de març de 1943 va ser ordenat a Kabgayi.
El 31 de gener de 1945 va succeir Classe com a Vicari Apostòlic de Ruanda.
Va heretar una situació difícil en part provocada per missioners que havien batejat persones indiscriminadament que van ser atretes a l'església durant la fam de 1933-35. Va fer canvis en les pràctiques docents religioses i va donar un nou èmfasi a la santedat del Sàbat.
En 1950, en el cinquantè aniversari de l'Església catòlica a Ruanda, va celebrar un sínode per discutir sobre la restauració de l'església en preparació per transferir la responsabilitat al clergat africà amb la separació del Vicariat Apostòlic de Nyundo.
El seu major treball va ser la seva reorganització del catecumenat durant el Sínode de 1950.
El 14 de febrer de 1952, el Vicariat Apostòlic de Ruanda es va dividir en el Vicariats Apostòlics de Kabgayi i Nyundo. Déprimoz va ser nomenat Vicari Apostòlic de Kabgayi.
El nou vicariat de Nyundo va ser assignat a Mons. Aloys Bigirumwami, a qui Delprimoz va ordenar l'1 de juny de 1952 durant la festa de la Pentecosta.
Déprimoz va ser un fort promotor de la premsa catòlica, impulsant la circulació del Kinyamateka,
i donant suport al llançament de la revista Hobe per a joves lectors al Nadal de 1954.
Déprimoz va emmalaltir i va renunciar a les seves funcions el 15 d'abril de 1955. Després d'una estada a Europa, el 1958 va tornar a Ruanda i es va instal·lar a Astrida (Butare).
Va morir el 5 d'abril de 1962.